# P. D. Q. Bach

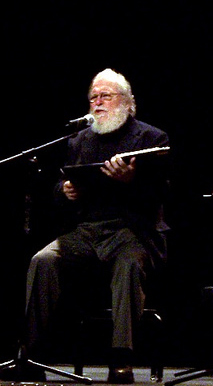
Peter Schickele

P. D. Q. Bach (Lipsia 1º aprile 1742 - Baden-Baden-Baden 5 maggio 1807) è un immaginario ultimo figlio di Johann Sebastian Bach, e allo stesso tempo è lo pseudonimo col quale il suo ideatore, il prof. Peter Schickele, ha composto una gran quantità di brani parodistici di musica (al momento sono una ventina di CD per le etichette Vanguard e Telarc). La musica combina parodie dell'erudizione musicologica e delle convenzioni della musica barocca e classica con una certa dose di farsa.
Il personaggio di P. D. Q. Bach è comunque nel frattempo diventato qualcosa di più di un semplice scherzo erudito, dal momento che la sua biografia e la sua musica (quella di Schickele) godono di enorme popolarità soprattutto tra i musicisti, e vengono spesso citate e rappresentate. Gran parte della comicità di questo musicista immaginario è basata su giochi di parole in inglese, che in traduzione spesso possono essere resi solo approssimativamente. Per questo, il catalogo di opere che segue conterrà anche il titolo originale in inglese.

## Biografia
Schickele ha scritto una immaginaria biografia di P. D. Q. Bach, nel libro The Definitive Biography of P. D. Q. Bach (1976; New York: Random House; ISBN 0-394-73409-2). Secondo questa biografia:
P. D. Q. Bach è nato a Lipsia il 1º aprile 1742, figlio di Johann Sebastian Bach e Anna Magdalena Bach. Secondo Schickele, il padre non si sarebbe curato di dare un vero nome al suo ultimogenito, e solo all'età di cinque anni, dietro insistenza del fratello Wilhelm Friedemann gli avrebbe dato le iniziali "P. D. Q.", senza chiarire per che cosa stessero. (In inglese gergale, P. D. Q. sta per pretty damn' quick, "dannatamente in fretta" [maledetta sveltina].) Johann Sebastian non fornì alcuna istruzione musicale a P. D. Q. Dopo la sua morte, l'unico bene che Johann Sebastian Bach lasciò in eredità a suo figlio fu un kazoo.
Nel 1755, P. D. Q. Bach entrò come apprendista dall'inventore della sega musicale, Ludwig Zahnstocher. Nel 1756, P. D. Q. Bach incontrò Leopold Mozart a Salisburgo e gli consigliò di istruire ed esercitare per bene il figlio appena nato, Wolfgang Amadeus, per farlo diventare il miglior giocatore di biliardo del mondo (in inglese player vale sia per "giocatore" che per "suonatore"). In seguito, P. D. Q. Bach si recò a San Pietroburgo per far visita al suo lontano cugino Leonhard Sigismund Dietrich Bach, dalla cui figlia Betty Sue P. D. Q. ebbe un figlio fuori dal matrimonio.
Fu solo nel 1770 che P. D. Q. Bach cominciò a scrivere musica, per lo più rubando le musiche ad altri compositori.
P. D. Q. Bach morì il 5 maggio 1807 (nella città immaginaria di Baden-Baden-Baden); tuttavia sulla sua tomba venne inciso "1807-1742". Su questo problema di date esistono diverse teorie. Una di esse sottolinea come nel corso della sua vita P. D. Q. non abbia fatto che regredire, dal punto di vista musicale; un'altra sostiene invece che in questo modo la sua famiglia, conosciuta per aver dato i natali a tanti musicisti, cercasse di non far scoprire che anche lui era un rampollo della famiglia di J. S. Bach.
Dopo la sua morte, Betty Sue Bach, che nel frattempo si era sposata con l'editore musicale di Liverpool Jonathan "Boozey" ("Ciuccatone") Hawkes, cercò di pubblicare un'edizione di opere scelte di P. D. Q. Bach, e per questo venne arsa sul rogo nel 1817.
L'epitaffio sulla tomba di P. D. Q. Bach [come richiesto dalla cugina Betty Sue Bach e messo per iscritto dallo scribacchino locale] suona:
Nell'"originale" tedesco:
Hier liegt ein Mann ganz ohnegleich;
Im Leibe dick, an Sünden reich.
Wir haben ihn in das Grab gesteckt,
Weil es uns dunkt er sei verreckt.
tradotto in inglese:
Here lies a man with sundry flaws
And numerous Sins upon his head;
We buried him today because
As far as we can tell, he's dead.
Sul ruolo che spetta a P. D. Q. Bach nella storia della musica, Schickele scrive:
"P. D. Q. Bach fu un uomo che non cambiò di una virgola il corso della Musica, un uomo che ha definito in maniera definitiva la lezione dell'originalità attraverso l'incapacità, un uomo che ha saputo trionfare su quello che è l'ostacolo più arduo che mai compositore abbia dovuto affrontare: la piena e assoluta mancanza di qualunque talento. Col passare degli anni P. D. Q. Bach ha oltrepassato imperturbabile intralci che avrebbero costretto altri a darsi all'insegnamento od alla politica: ciò che ne risulta è un'opera priva di paralleli."
Nelle sue numerose conferenze prima dei concerti, Peter Schickele ha rivelato altri particolari sulla vita di P. D. Q. Bach:
P. D. Q. Bach ebbe un ruolo notevole nella sordità di Beethoven. Essa infatti è stata provocata dall'abitudine di quest'ultimo di riempirsi le orecchie di fondi di caffè ogniqualvolta vedeva avvicinarsi P. D. Q. Bach.
P. D. Q. Bach fu l'INTERCAL (parodia di linguaggi di programmazione) della musica barocca.

## La sua musica
Il Prof. Schickele sostiene che P. D. Q. Bach era dotato "dell'originalità di Johann Christian, dell'arroganza di Carl Philipp Emanuel, e dell'oscurità di Johann Christoph Friedrich." Il tratto più caratteristico della musica di P. D. Q. Bach, è, per dirla con Schickele, "il plagio maniacale". È raro che P. D. Q. Bach abbia scritto musiche originali; per lo più ha rubato le melodie di altri compositori, riarrangiandole in modi spesso bizzarri. Inoltre, la musica di P. D. Q. Bach's fa spesso uso di strumenti che non vengono di solito usati nell'orchestra, come il tromboon (la parola in inglese evoca al contempo il trombone e il bassoon, cioè il fagotto - ergo, trombotto), slide whistle (flauto a coulisse), hardart (strumento montato su un distributore automatico, dal nome di una celebre marca di distributori), lasso d'amore (strumento formato da un tubo di plastica) ed il kazoo, oltre ad attrezzi che normalmente non vengono usati come strumenti musicali, ad esempio palloni e biciclette. La sua musica richiede anche modi insoliti di suonare strumenti tradizionali, come l'uso di corni più o meno smontati, nel suo Iphigenia in Brooklyn. Le sue parti vocali, oltre al cantare richiedono anche il tossire, russare, singhiozzare, ridere e strillare.
La musica di P. D. Q. Bach non si limita a parodiare le convenzioni della musica barocca e classica: qualche volta prende in giro anche la musica romantica e quella moderna, e a volte perfino la musica country (Oedipus Tex e Blaues Gras) e il rap (Classical Rap). Nel suo Prelude to Einstein on the Fritz, è previsto che un uomo produca suoni come se russasse mentre la musica procede in stile minimalista. I numeri "Schickele" o "S." assegnati a casaccio alle opere di P. D. Q. Bach imitano i cataloghi composti dai musicologi per l'opera di compositori celebri, come il catalogo di Ludwig von Köchel (K. + numero) relativo alle opere di Mozart.
Schickele divide in tre periodi la produzione musicale di P. D. Q. Bach: l'"immersione iniziale" (Initial Plunge), il "periodo (ubriaco) fradicio" (Soused Period), e la "contrizione" (Contrition).
- Nel corso dell'"Initial Plunge", P. D. Q. Bach scrisse Traumarei per pianoforte solista, una Echo Sonata per "due gruppi ostili di strumenti", ed un Gross Concerto for Divers' Flutes, two Trumpets, and Strings.
- Durante il "Soused Period", P. D. Q. Bach scrisse un Concerto per Horn & Hardart, una Sinfonia concertante, un Pervertimento, una Serenude ("Serenuda"), un Perückenstück ("Brano posticcio"), una suite da The Civilian Barber ("Il Barbiere di Civil-ia"), uno Schleptet ("Settetto strascinato") in mi maggiore, l'opera in mezzo atto The Stoned Guest ("Il convitato completamente ubriaco fradicio"), un Concerto per Piano vs. Orchestra, Erotica Variations (sul tema del Finale della Sinfonia Eroica), Hansel and Gretel and Ted and Alice [allusione al film "Bob & Carol & Ted & Alice", 1969] (opera in un atto contro natura), The Art of the Ground Round, un Concerto per Bassoon vs. Orchestra, ed una Grand Serenade for an Awful Lot of Winds and Percussion ("Gran serenata per un numero spaventoso di fiati e percussioni" dove la parola 'winds' cioè venti o fiati, in effetti significa 'scorregge').
- Durante la "Contrition", P. D. Q. Bach scrisse la cantata Iphigenia in Brooklyn, l'oratorio The Seasonings ("I condimenti"; il titolo rimanda a "The Seasons", l'Oratorio di F. J. Haydn), Diverse Ayres on Sundrie Notions, una Sonata for Viola for Four Hands ("Sonata per viola a quattro mani"), il preludio corale Should, un Quaderno per Betty Sue Bach, la Toot Suite [pronuncia come il fr. tout de suite, "immediatamente"], la Grossest Fugue, una Fanfare for the Common Cold, la cantata canina Wachet Arf!

Ha composto anche l'opera religiosa "Missa Hilarious" (Schickele no. N2O), che venne ritrovata insieme a documenti relativi alla sua scomunica.

## Gli album
- Peter Schickele Presents An Evening with P. D. Q. Bach (1807-1742)? (Vanguard Records, 1965)
- An Hysteric Return: P. D. Q. Bach at Carnegie Hall (Vanguard Records, 1966)
- Report From Hoople: P. D. Q. Bach On The Air (Vanguard Records, 1967)
- The Stoned Guest (Vanguard Records, 1970)
- The Intimate P. D. Q. Bach (Vanguard Records, 1974)
- Portrait of P. D. Q. Bach (Vanguard Records, 1977)
- Black Forest Bluegrass (Vanguard Records, 1979)
- Liebeslieder Polkas (Vanguard Records, 1980)
- Music You Can't Get Out Of Your Head (Vanguard Records, 1982)
- A Little Nightmare Music (Vanguard Records, 1983)
- 1712 Overture and Other Musical Assaults (Telarc, 1989)
- Oedipus Tex and Other Choral Calamities (Telarc, 1990)
- WTWP Classical Talkity-Talk Radio (Telarc, 1991)
- Music For An Awful Lot Of Winds And Percussion (Telarc, 1992)
- Sneaky Pete & the Wolf - Carnival of The Animals (Telarc, 1993)
- Two Pianos Are Better Than One (Telarc, 1994)
- The Short-Tempered Clavier and other dysfunctional words for keyboard (Telarc, 1995)

## Le compilation
- The Wurst of P. D. Q. Bach (Vanguard Records, 1978)
- The Dreaded P. D. Q. Bach Collection (Vanguard Records, 1996)
- The Ill-Conceived P. D. Q. Bach Anthology (Telarc, 1998)